# Siddeley-Deasy

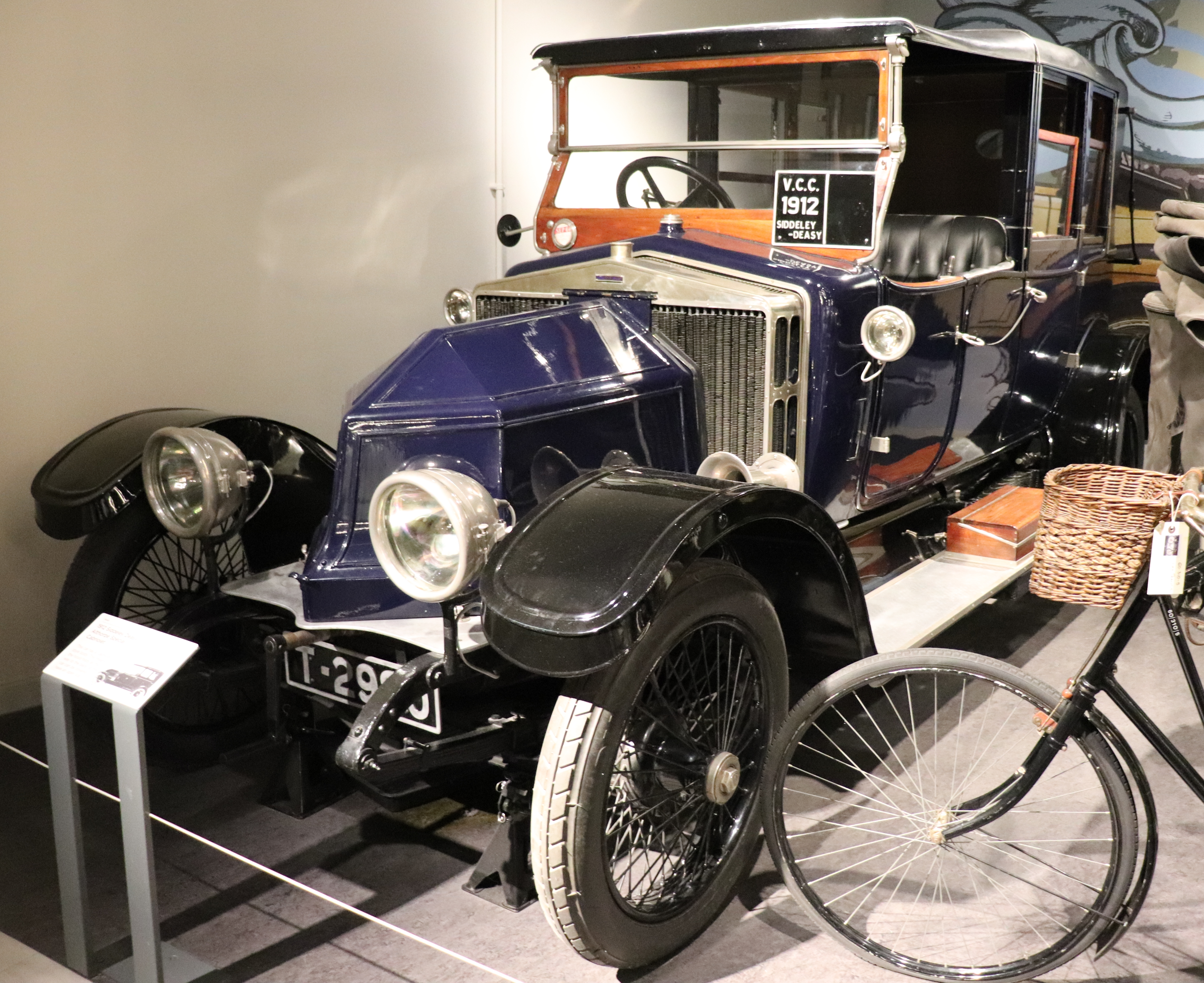
Siddeley-Deasy 18-24 Althorpe Special Cabriolet de 1912

Siddeley-Deasy Motor Car Company Limited era una empresa británica fabricante de automóviles, motores aeronáuticos y aviones, con sede en Coventry. Fundada a principios del siglo XX , intervino en la formación mediante fusión y compra de empresas posteriores, como Armstrong Siddeley Motor y Armstrong Whitworth Aircraft. La empresa estuvo operativa de forma independiente entre 1912 y 1919.

## Historia
Henry Hugh Peter Deasy fundó la Deasy Motor Car Manufacturing Company Limited en la fábrica que anteriormente se había utilizado para construir los automóviles Iden. En 1908, Deasy abandonó la empresa debido a la falta de acuerdo con su ingeniero jefe. En 1910, J. D. Siddeley asumió el cargo de director gerente y se incorporó a Deasy en 1909, después de haber administrado Wolseley Motors. Los accionistas estaban tan satisfechos con su éxito al frente del negocio, que el 7 de noviembre de 1912 acordaron por unanimidad cambiar el nombre de la empresa a The Siddeley-Deasy Motor Car Company Limited. El nombre de Siddeley se había agregado al radiador de los coches producidos por la compañía en 1912.
Siddeley-Deasy creció rápidamente utilizando chasis Rover y motores Daimler y Aster. También establecieron en 1912 una marca separada, Stoneleigh, utilizando un radiador y un capó diferentes en un BSA de 13,9 hp, aunque en la década de 1920 se produjo y vendió un automóvil de diseño propio con el nombre de Stoneleigh. Descrito como un vehículo ágil, sus muelles de cuarto de elipse le daban un curioso movimiento de salto. La Sociedad Cooperativa Mayorista los utilizó como camionetas.

## Primera Guerra Mundial

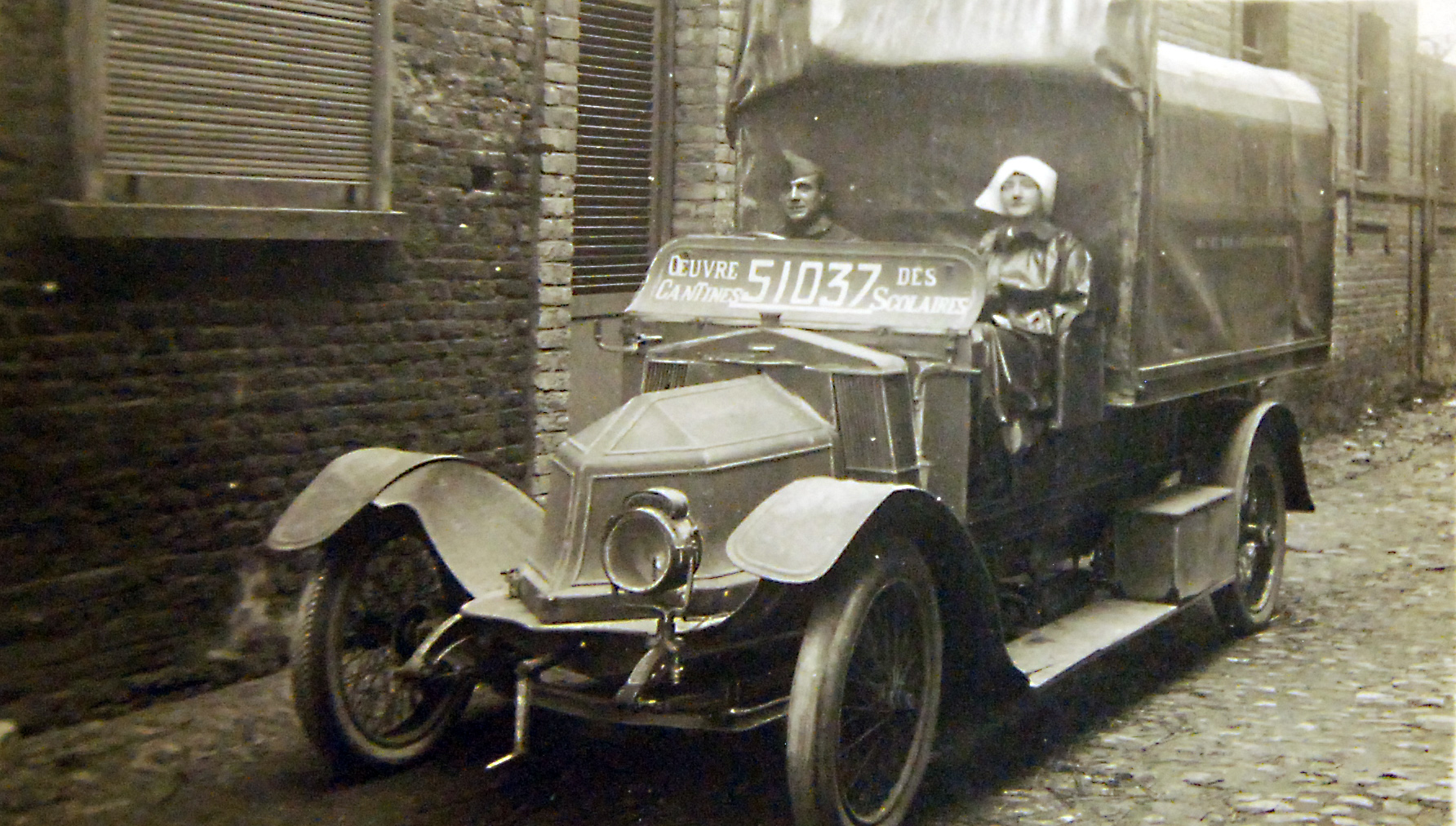
Ambulancia Siddeley-Deasy, Primera Guerra Mundial

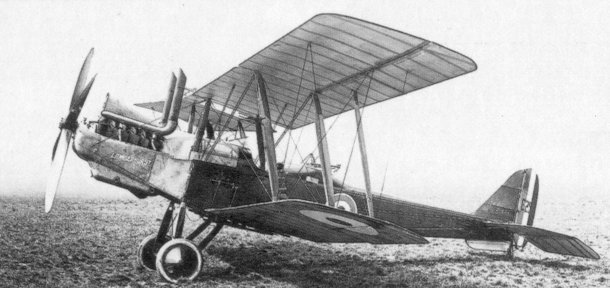
RE 8.1

Durante la Primera Guerra Mundial, Siddeley-Deasy creció hasta llegar a emplear a 5000 trabajadores produciendo ambulancias y motores de aviones, que incluían el Puma, un motor de seis cilindros en línea refrigerado por agua y el Tiger. Este último era un V-12 refrigerado por agua, básicamente dos Pumas sobre un cigüeñal común. Se convirtió en una de las seis compañías que produjeron el avión R.E.8 de la Royal Aircraft Factory de 1916. En 1917, tres miembros del personal de la Royal Aircraft Factory se unieron a Siddeley-Deasy y comenzaron a diseñar aviones de ala fija. Fueron S. D. Heron, un diseñador de motores, F. M. Green, que se convirtió en el ingeniero jefe, y John Lloyd, que pasó a ser el diseñador de aviones jefe. Estos dos últimos permanecieron con Siddeley Deasy y su sucesor durante muchos años. Durante 1917-1918, el equipo dirigido por Lloyd había diseñado tres aviones, uno de los cuales, el Siskin, se hizo muy conocido. 

## Armstrong Siddeley
Después de la guerra, las condiciones para los fabricantes eran difíciles, y en 1919 Siddeley sugirió una fusión con el departamento de la Sir WG Armstrong Whitworth & Co Limited dedicado a la fabricación de automóviles. Armstrong-Whitworth había sido proveedor de las piezas de fundición de los motores Siddeley-Deasy y ellos mismos habían fabricado aviones, diseñados principalmente por Frederick Koolhoven (quien dejó la compañía en 1917) y luego por F. M. Murphy. En 1919 habían decidido abandonar la fabricación de aviones y deshacerse del personal asociado. Armstrong Whitworth adquirió una participación mayoritaria en The Siddeley-Deasy Motor Car Company Limited, y cambió su nombre a The Armstrong Siddeley Company Limited.
Armstrong Siddeley produjo motores de aviones radiales hasta su cierre, junto con turborreactores después de la guerra. En abril de 1920 o un poco después, organizó su propia subsidiaria, The Sir WG Armstrong Whitworth Aircraft Co. Ltd. Esta última empresa pasó a producir aviones de combate Siskin en grandes cantidades, junto con todos los diseños posteriores de Armstrong Whitworth. 
En marzo de 1927, John Siddeley compró la matriz Armstrong Whitworth Development Co.Ltd. y sus subsidiarias a su propietaria, Armstrong Whitworth, renombrándola como Armstrong Siddeley Development Co.Ltd. El nombre de la subsidiaria de aviones, Sir WG Armstrong Whitworth Aircraft Co. Ltd., siguió siendo el mismo. John Siddeley informó que desde 1919, su empresa había producido cada año más motores de automóvil de 6 cilindros que cualquier otro productor europeo. Los dos miembros clave del equipo de diseño de Siddeley Deasy permanecieron en la empresa de nuevo nombre durante muchos años. John Lloyd fue diseñador en jefe hasta 1948 y se retiró como director técnico en 1959. F. M. Green se retiró en 1933. 

## Productos

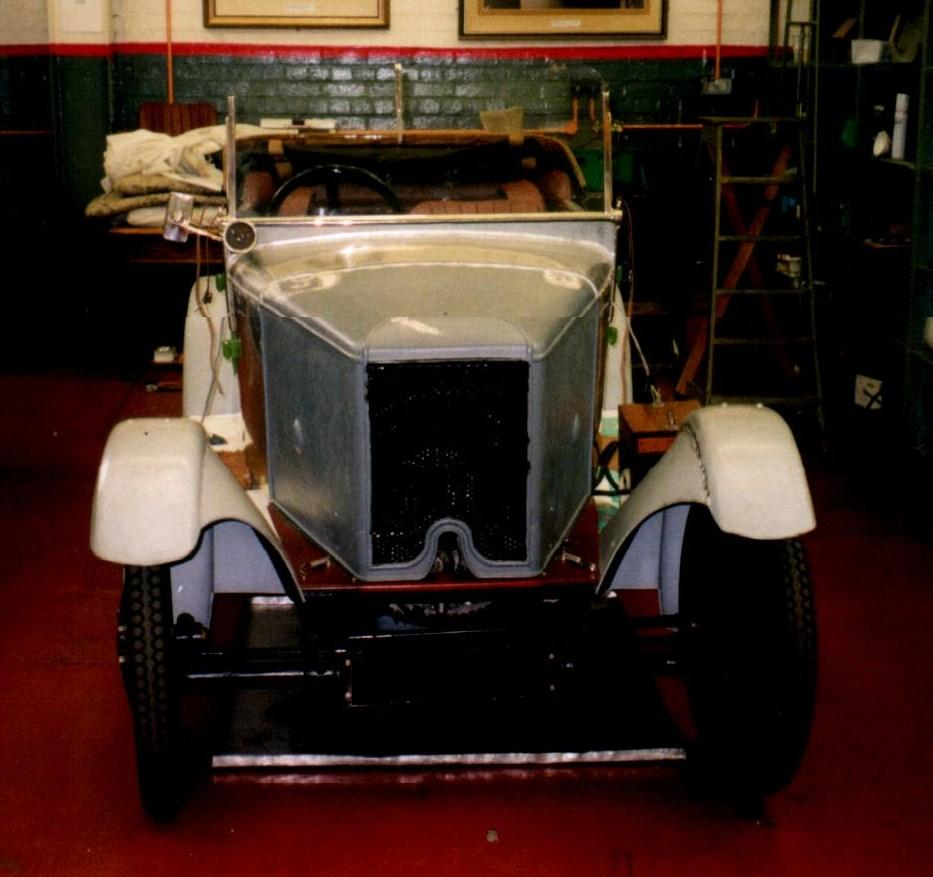
Ejemplo de Stoneleigh 9 hp de 1923, denominado Armstrong Siddeley 14/4 a partir de 1924

### Automóviles
El JD Siddeley Type Deasy Car para 1911
Cuatro modelos con siete estilos estándar de carrocería
"El coche británico de potencia media de mayor calidad"
- 12-16   válvula de asiento de 4 cilindros hp 75x110 = 1944 cc £385
- 14-20   válvula de asiento de 4 cilindros hp 80x130 = 2614 cc £375
- 16-20   válvula de camisa de 6 cilindros hp 90x130 = 4962 cc £445 (el motor Silent Knight se introdujo a fines de 1911)
- 18-24   válvula de camisa de 6 cilindros hp 90x130 = 4962 cc £685
- 1912 Stoneleigh 13,9 válvula de camisa de 4 cilindros hp 75x114 = 2015 cc

### Motores aeronáuticos
- Siddeley Puma
- Siddeley Tiger

### Aeronaves
- Siddeley-Deasy RT1
- Armstrong Whitworth Siskin
- Siddeley-Deasy Sinaia